# Повіт Ребун
Пові́т Ребу́н (яп. 礼文郡, れぶんぐん, МФА: [ɾebuɴ guɴ]) — повіт в Японії, в окрузі Соя префектури Хоккайдо. 